# オール・ブルース
「オール・ブルース」（"All Blues"）は影響の大きな1959年のアルバム『カインド・オブ・ブルー』で初めて公開されたマイルス・デイヴィスのジャズの作曲作品。6/8拍子のブルース形式であり、コード進行は基本的なブルースのもので、全体としては七の和音で作られているが、ターンアラウンドのところで通常のVコードではなく、♭VIが使われている。オリジナルキーのGでは、このコードはE♭7となる。「オール・ブルース」はGミクソリディア旋法のモダン・ブルースの一例である。
この曲の特に目立つ特徴としては、ベースラインがVないし♭VIコードに達したとき（曲の9番目か10番目の小節）以外は全曲通して繰り返されることである。さらに、最初に管楽器（「カインド・オブ・ブルー」の場合は2本のサックス）によって演奏され、その後（通常は）ピアノによって演奏されるソロパートの下で継続される、和声的に類似したヴァンプがある。各コーラスは、通常次のソロ/コーラスのイントロとして機能する4小節のヴァンプで区切られている。
オリジナルはインストゥルメンタル曲だが、後にオスカー・ブラウン・ジュニアによって歌詞が付けられた。

## 参加ミュージシャン
- マイルス・デイヴィス – トランペット
- ジュリアン・"キャノンボール"・アダレイ – アルト・サックス
- ジョン・コルトレーン – テナー・サックス
- ビル・エヴァンス – ピアノ
- ポール・チェンバース – ダブル・ベース
- ジミー・コブ – ドラムス